# Spongiose

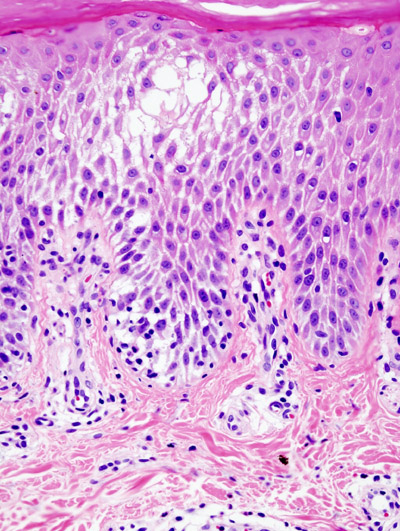
Sppngiotic dermattis

La spongiose résulte d'un mécanisme entraînant la dissociation des cellules de l'épiderme, et s'accompagnant d'une production de liquide, qui forme des vésicules et qui s'écoule en dehors après rupture de celles-ci. La spongiose est un signe caractéristique de l'eczéma et des dermatites spongiformes (pityriasis rosé de Gibert, parapsoriasis en petites plaques etc.).